# DiscoDildo
DiscoDildo è un singolo del cantautore italiano Immanuel Casto, pubblicato il 24 dicembre 2015 come terzo estratto dal terzo album in studio The Pink Album.

## Video musicale
Il videoclip, diretto da Luca Tartaglia, è stato pubblicato il 24 dicembre 2015 ed è stato girato utilizzando scene del concerto svoltosi all'Alcatraz di Milano il 2 dicembre 2015 alternate a scene da studio che vedono protagonista Immanuel Casto e la corista Micaela Ester Perardi.

## Tracce
Testi di Immanuel Casto, musiche di Keen.
1. DiscoDildo (Radio Edit) – 3:25
2. Che bella la cappella (2016 Edit) – 4:04
3. DiscoDildo (VISKA Remix) – 3:27
4. DiscoDildo (Unison Detune Remix) – 3:56
5. DiscoDildo – 3:41
6. DiscoDildo (BallarePiangendo) (Keen Remix) – 3:49

## Formazione
- Immanuel Casto – voce
- Micaela Ester Perardi – voce aggiuntiva
- Keen – strumentazione, produzione
- Riccardo Ferrini – chitarra
- La Vergine d'Orecchie – cori
- Giampiero Ulacco – missaggio
- Alessandro Vanara – mastering